# Culture d'Ortucchio
La culture d'Ortucchio est une culture archéologique qui se développe essentiellement au cours de la seconde moitié du IIIe millénaire av. J.-C. en Italie centrale. Elle tient son nom du site de plein air d'Ortucchio dans la vallée du Fucin au cœur des Abruzzes. Ce dernier a été occupé à différentes périodes, notamment durant l'Énéolithique. Dès le XIXe siècle, différents types d'objets y ont été recueillis. Des fouilles archéologiques y ont été menées en 1958, puis dans les années 60 et 70. 
Ces recherches ont permis à A. M. Radmilli de caractériser la culture éponyme. Initialement, elle était associée à la culture de Conelle car les poteries des deux cultures présentent de nombreuses similarités. Dans un deuxième temps, elles ont été dissociées. Encore méconnue il y a quelques années, l'ensemble des caractéristiques de la culture d'Ortucchio a été précisé grâce aux découvertes récentes dans la région de Rome.

## Chronologie et répartition géographique

### Chronologie
Pendant longtemps, seules deux datations radiocarbones dans le site éponyme et dans la grotte des Piccioni permettaient de préciser la chronologie de cette culture. Les nouvelles datations et les données stratigraphiques des sites de la région de Rome permettent désormais de proposer quatre phases de développement entre 2670 et 2130 av. J.-C.. Celles-ci se recoupent car dans plusieurs cas une nouvelle phase apparaît dans une région alors que la précédente perdure dans une autre région :
- phase I : entre 2670 et 2550 av. J.-C.
- phase II : entre 2580 et 2470 av. J.-C.
- phase III : entre 2500 et 2290 av. J.-C.
- phase IV : entre 2350 et 2130 av. J.-C.

### Répartition géographique et influences
L'aire principale de développement de la culture d'Ortucchio couvre la zone côtière et l'intérieur de la partie centrale du Latium. Son extension au-delà de cette région, notamment dans le bassin du Fucin, dans les Abruzzes n'intervient que dans la phase III. 
Les sites Ortucchio y forment une véritable enclave car les sites des montagnes qui ceinturent cette vallée sont attribués à d'autres cultures sur la base des styles de poterie,.
La culture d'Ortucchio est en effet contemporaine de plusieurs cultures énéolithiques, notamment celles de Spilamberto, de Rinaldone et de Gaudo avec lesquelles elle partage plusieurs traits, notamment dans la forme et les décors des poteries. 
Dans la région de Rome, quelques sites présentent des éléments relatifs à plusieurs de ces cultures. Ainsi à Torre Spaccata, certaines poteries présentent des éléments comparables à ceux de la poterie des cultures de Conelle et campaniforme. À supposer que ces cultures archéologiques correspondent à des communautés réelles, dans la région de Rome des communautés Gaudo, Rinaldone, Ortucchio et Laterza auraient coexisté à l'époque. Pantano Borghese près de Rome aurait par exemple constitué une enclave d'une phase évoluée de la culture de Laterza au cœur du territoire occupé par la culture d'Ortucchio.
Certains éléments de la culture d'Ortucchio ont été identifiés au-delà de l'Italie centrale, vers le nord jusqu'en Ombrie et vers le sud jusqu'à Trasanello en Basilicate et à Paestum en Campanie. Dans une tombe du site de Gricignano-US Navy en Campanie de la poterie de cette culture a été découverte en association avec de la poterie de la culture de Laterza.

### Origines et développement
Le développement de la culture campaniforme en Italie centrale aurait provoqué une mutation de la culture de Laterza. Ces évolutions auraient conduit à l'émergence de la culture d'Ortucchio dans le Latium qui aurait alors coexisté avec celle de Laterza, encore présente dans la partie méridionale de cette province et dans les autres provinces du sud de l'Italie. Dans un second temps, la culture d'Ortucchio aurait diffusé vers le Fucin, région dans laquelle la culture campaniforme est quasiment absente. Dans cette vallée, G. Carboni et A. Anzidei propose de renommer la phase récente de la culture d'Ortucchio "faciès de la céramique décorée au peigne traîné" ("facies della ceramica a pettine trascinato" en Italien).
Le passage entre la culture de Laterza et celle d'Ortucchio ne se serait pas fait de manière brutale. On observe des changements progressifs dans les productions artisanales, par exemple dans les formes et les décors de la poterie. Cependant, le mode de subsistance reste identique, les villages sont situés dans les mêmes zones, les pratiques funéraires restent les mêmes. On note toutefois le développement de nouveaux petits sites dans l'aire limitrophe de cette culture ainsi que dans la zone côtière du Latium.
La fin de la culture d'Ortucchio semble par contre marquer une rupture complète avec l'Âge du Bronze, au moins dans la région de Rome,.

## Mode de vie
À l'image de la quasi-totalité des communautés du Néolithique et de l'Énéolithique en Italie, la population de la culture d'Ortucchio est avant tout constituée d'agriculteurs-éleveurs. Les bovins semblent toutefois assez rares.
D'autres activités de subsistance sont attestées. Des poids de filet de pêche ont par exemple été découverts dans la grotte Maritza dans le Fucin. La chasse semble avoir eu une importance limitée, sauf dans le site d'Ortucchio où de nombreux restes de cerf ont été découverts.
Des activités artisanales sont également documentées, par exemple dans la grotte Maritza  des fusaïoles témoignent de la pratique du tissage.

## Occupation du territoire et habitat
Les communautés de la culture d'Ortucchio occupaient des écosystèmes assez variés, par exemple les plaines et les collines dans le Latium mais aussi les vallées des Apennins, par exemple autour du lac du Fucin. 
Plusieurs villages dans la région de Rome, comme Torre della Chiesaccia 1, permettent de connaître l'architecture de cette période. Les trous de poteaux indiquent la présence de structures en matières périssables, notamment en bois. À Quadratto di Torre Spaccata, plusieurs cabanes rectangulaires, parfois aux angles arrondis ont été identifiées. Dans le village d'Osteria del Curato-via Cinquefrondi, une grande structure en pierre, des fosses, un four et quelques tombes mêlées à l'habitat ont également été identifiés.

## Productions matérielles

### Céramique
Les poteries de la culture d'Ortucchio semblent largement inspirées de celles de la culture campaniforme.
Les vases à pâte grossière et surface lissée sont de forme soit tronconique, soit ovoïde. Leurs anses sont verticales, certaines sont en forme de ruban. Il existe également des languettes qui permettaient de manipuler les vases. Les décors sont constitués en partie de reliefs en forme de petits cordons et de boutons. Il existe aussi des décors imprimés, parfois complexes, qui forment des bandes ou des décors géométriques constitués de points imprimés non délimités.
Dans la catégorie des céramiques fines, on trouve des écuelles, des vases-bouteilles ou encore des vases biconiques. Les décors sont incisés ou fait au peigne. Ils constituent des lignes pointillées ou hachurées qui forment des motifs géométriques ou des bandes. Des points imprimés sont souvent disposés en rosette. Parfois plusieurs techniques décoratives sont associées sur un même vase.

### Outillage en roche taillée
L'outillage en roche taillée de cette culture est encore mal défini. Un poignard en silex rouge a été découvert au XIXe siècle dans le site éponyme. Des pointes de flèche y ont également été exhumées et les microlithes géométriques (segments) y sont abondants. 
Des ciseaux et des haches taillées sont signalées à Roccascalegna dans les Abruzzes.
Quelques éléments en obsidienne ont été découverts dans le site de Quadratto di Torre Spaccata.

### Outillage en pierre polie
Des haches-marteaux, parfois fragmentaires, sont signalées dans plusieurs sites, par exemple Ortucchio et Quadratto di Torre Spaccata.

### Métallurgie
Les objets en métal et les preuves de la pratique de la métallurgie demeurent rarissimes. Un probable creuset a été découvert dans la grotte Sant'Angelo dans le Fucin, bien que cette région soit dépourvue de minerais de cuivre. Le minerai était peut-être échangé d'une région à l'autre ou alors il existait peut-être des artisans itinérants.

## Pratiques funéraires et rituelles
Les pratiques funéraires étaient relativement variées. On a par exemple découvert des sépultures dans la grotte Maritza dans le Fucin.
Les recherches récentes dans la région de Rome ont permis de découvrir non seulement des villages dans lesquels apparaissent parfois des tombes éparses mais aussi de véritables nécropoles. On a ainsi identifié 29 tombes dans celle d'Osteria del Curato-Via Cinquefrondi. Ces tombes sont de simples fosses dans lesquelles étaient déposées le plus souvent un seul individu accompagné de différents objets, notamment des vases.
Certaines nécropole ont été utilisées durant différentes périodes et par différentes cultures, comme celle de Casetta Mistici.

## Sites principaux
- Afragola (Campanie)
- Gricignano US Navy (Campanie)
- Grottes d'Ortucchio (Abruzzes)
- grotte des Piccioni (Abruzzes)
- Osteria del Curato-Via Cinquefrondi (Latium)
- Palidoro (Latium)
- Quadratto di Torre Spaccata (Latium)
- Roccascalegna (Abruzzes)
- Torre della Chiesaccia 1 (Latium)
- Valle dei Morti (Latium)